# 乌鲁木齐地铁2号线
乌鲁木齐地铁2号线是中国新疆维吾尔自治区乌鲁木齐市的一条建设中的地铁线路。2号线一期工程北起华山街站，南至延安路站，全长19.35公里，设车站16座，于2015年11月开工建设，南门至华山街段计划在2026年6月开通。
乌鲁木齐国际机场捷运，简称机场捷运，为2号线二期工程的一部分，其中国际机场站至国际机场北站初期作为乌鲁木齐天山國際機場机场捷运系统免费运营，于2025年4月17日开通，于本条目一并叙述。

## 线路资料
2号线全线工程南起延安路，终止于机场东站。规划线路全长44.4km, 共设车站26座。
- 车型：标准A型车
- 路线长度：6.08km （国际机场站--机场东站）、19.3km（华山街站--延安路站）
- 轨距：1435mm
- 站数：3站（机场捷运段）、16站（一期）
- 最高速度：80km/h
- 列车编组：6A编组
- 车辆基地：哈马山车辆基地（一期北段）、八户梁车辆段（一期南段）、百园路车辆段（机场捷运段）

## 工程建设

### 2号线一期工程

#### 北段（建设中）
早期规划中全线分两期建设，一期工程为边延安路至华山街段，线路全长19.3km;二期工程为华山街站至五一十连站，线路全长25.1km。项目调整后，2号线一期工程北段(南门至华山街站)线路全长13.94km, 均为地下线，共设车站10座。平均站间距1.41km, 最大站间距2.135km,为碾子沟站至南梁坡站，最小站 间距809.954m,为南门站至中桥站。区间正线最大坡度29%、辅助线38.5%,正线最小曲 线半径400m,出入段线最小曲线半径250m。工程设哈马山车辆基地一座。设主变电站两座，分别位于南门站附近(与地铁1号线合建)和九家湾附近(与4号线合建)。全线网设一处控制中心。
2017年11月19日，2号线一期工程九家湾站顺利实现主体结构封顶，成为2号线一期工程16座车站首个封顶车站,该站点是地铁2号线一期工程的第14座车站，位于新医路西延和峨眉山街的交叉口位置，沿峨眉山街向南北辐射。该站属标准站，车站长约200米、宽约21.6米、高约15米，共设两个出口，地下一层为站厅层、地下二层为站台层，两个出入口分别位于车站西北角和东南角。
2019年12月6日，乌鲁木齐站—华山街站区间隧道右线贯通，成为全线首个暗挖区间隧道。
2019年12月14日，乌鲁木齐地铁2号线A-08区段南梁坡站主体结构封顶。南梁坡地铁站为标准站,车站全长约171米、宽约22.3米,为地下2层、局部3层结构。
2019年12月24日，新疆农业大学站顺利封顶。车站长约235米，宽约21.8米，总建筑面积约14773平方米。有效站台长约140米，宽约12.5米， 共设四个出入口，两组风亭均为高风亭，其中2号出入口近期预留。车站最深开挖约20.27米，采用地下两层双柱三跨箱型框架结构。2021年年底停工至2022年4月。
2020年10月7日，华山街站1号出入口主体结构顺利封顶。华山街站为地下三层岛式明挖车站，站台宽度约为12.5米。1号出入口基坑长约92m，宽度约为21.5m，深度为20m。。
2022年5月28日，乌鲁木齐市轨道交通2号线中桥站~碾子沟站区间盾构顺利始发，项目正式进入盾构施工阶段。
2023年8月29日，乌鲁木齐地铁2号线中桥站~碾子沟站区间盾构右线顺利贯通。
2024年9月4日，新疆乌京铁建轨道交通有限公司发布二号线一期工程北段电动客车招标项目招标公告，项目资金来源为自筹资金55872万元，12列/72辆电客车采购，首列样车的交货日期为2025年10月(暂定)。

#### 南段（缓建中）
2022年5月7日，乌鲁木齐建设局发布消息，乌鲁木齐地铁2号线南段南门站至延安路站开展复工建设的前期准备工作。

### 2号线二期工程

#### 机场段
2022年3月29日，新疆发布2022年自治区重点项目清单，“乌鲁木齐机场改扩建工程”在列。乌鲁木齐机场（北区）改扩建市政配套工程（二期）国际机场-机场东三站两区间是2号线二期工程的一部分，线路全长6.08公里。其中国际机场-T4航站楼站间距3891.328m(右)，T4航站楼-机场东站站间距1434.455m(右)，全部为地下敷设。国际机场站及T4航站楼站土建已完成施工；国际机场(不含)-T4航站楼(不含)区间、T4航站楼(不含)-机场东(不含)区间、机场东站正在施工。乌鲁木齐市轨道交通2号线二期国际机场~机场东段车站分别为：国际机场站(与1号线换乘)、T4航站楼站、机场东站。
根据乌鲁木齐机场（北区）改扩建市政配套工程（二期、三期）综合联调及试运行项目招标公告，线路为国际机场站-机场东站，全长6080m。车辆基地及控制中心与既有地铁1号线共用。控制中心位于卫星路与黄山街交叉口西南侧地块，本项目近期接入既有乌鲁木齐轨道交通1号线控制中心并完成中心级系统软硬件接入扩容，实现1号线与本项目贯通运营，远期接入乌鲁木齐2号线控制中心，实现2号线整条线路的贯通运营。

## 线路规划

### 2号线二期（除机场捷运外路段）
2021年8月，乌鲁木齐轨道交通项目建设执行办公室公布调整地铁2号线线二期工程将增设一站一区间。地铁2号线二期工程建设地点为经开区（头区）和高新区（新市区），起点为华山街站（不含）至T4航站楼站（含），全长13.31公里，均为地下线。该线路主要沿维泰北路、泰山街、北站四路、规划北航站区内东进场路等主要交通走廊布设，共设有6座车站（其中换乘站2座、利用在建车站1座）。

### 线路数据
- 车型：标准A型车
- 一期（南门站—华山街站）长度：约13.94km
- 二期机场段（国际机场至—机场东站）长度：约6.08km[7]
- 轨距：1435mm
- 站数：16站
- 最高速度：80km/h
- 高峰小时最大行车密度：27对/小时
- 牵引降压混合变电所：3座

## 运营车辆
车辆采用A型地铁车辆，列车最高运行速度80km/h,初、近、远期采用6辆编组，4动2拖，A型车。远期高峰小时最大行车密度为27对/小时，系统规模为30对小时。
機場捷運段使用烏魯木齊地鐵一號線同款車型。
- 车型：标准A型车
- 路线长度（国际机场站--机场东站）：6.08km
- 轨距：1435mm
- 站数：3站
- 最高速度：80km/h
- 列车编组：6A编组

## 组织运营
2016年10月新疆乌京铁建轨道交通有限公司于乌鲁木齐市成立，是乌鲁木齐市政府通过公开招标选定的社会投资方联合体与乌鲁木齐市城市轨道集团有限公司共同设立的特许公司，负责乌鲁木齐市轨道交通2号线一期PPP项目的投资、融资、建设、运营、维护工作。
地铁2号线一期预计于2023年底进入工程尾声并于2026年开通运营。

## 车站
- 2号线一期工程（北段）为华山街至南门。
- 2号线一期工程（南段）为南门至延安路 。
- 2号线二期工程（机场段）为国际机场至机场东

| 车站名称                     | 车站名称                     | 换乘                         | 开通时间                     |
| 中文                         | 維吾爾語                     | 换乘                         | 开通时间                     |
| 二期（规划中，机场段见下文） | 二期（规划中，机场段见下文） | 二期（规划中，机场段见下文） | 二期（规划中，机场段见下文） |
| 一期                         | 一期                         | 一期                         | 一期                         |
| ---------------------------- | ---------------------------- | ---------------------------- | ---------------------------- |
| 华山街                       |                              |                              | 2026年6月                    |
| 乌鲁木齐站                   |                              | 兰新铁路 兰新高铁乌鲁木齐站  | 2026年6月                    |
| 九家湾                       |                              |                              | 2026年6月                    |
| 平川路                       |                              |                              | 2026年6月                    |
| 马料地                       |                              |                              | 2026年6月                    |
| 农业大学                     |                              |                              | 2026年6月                    |
| 南梁坡                       |                              |                              | 2026年6月                    |
| 碾子沟                       |                              |                              | 2026年6月                    |
| 中桥                         |                              |                              | 2026年6月                    |
| 南门                         |                              | █ 1号线                      | 2026年6月                    |
| 幸福路西                     |                              |                              | 尚未实质复工                 |
| 幸福路中                     |                              |                              | 尚未实质复工                 |
| 黑甲山                       |                              |                              | 尚未实质复工                 |
| 大湾                         |                              |                              | 尚未实质复工                 |
| 向阳坡                       |                              |                              | 尚未实质复工                 |
| 延安路                       |                              |                              | 尚未实质复工                 |

## 乌鲁木齐国际机场捷运

### 概述

由于乌鲁木齐天山国际机场改扩建工程新建T4航站楼位于T123航站楼北侧，1号线国际机场站在原航站楼停用后无法接驳新航站楼，2016年，乌鲁木齐市决定将2号线二期国际机场站至国际机场东站（工程名为机场东站）与机场改扩建工程同步建设，以市政配套工程名义建设该区间。2025年4月17日，隨著乌鲁木齐国际机场T4航站楼与北航站区投入运行，国际机场站至国际机场北站区间以乌鲁木齐国际机场捷运系统为名称开通免费运营，国际机场东站暂缓开通，仅作为车辆存放使用。线路使用1号线车辆运行，车辆基地及控制中心与1号线共用，线路未设置标识色，站内标识颜色与1号线相同。

### 线路数据
- 车型：6節标准A型车
- 长度：6.08km（运营段长3.89km）[7]
- 轨距：1435mm
- 站数：2站
- 最高速度：80km/h

### 车站
机场捷运段共设有3个车站，全部为地下车站，目前仅开放其中2个，列车使用单侧轨道折返运营。
| 中文站名   | 維语站名 | 英文站名                    | 里程 （千米） | 站间距 （千米） | 换乘  | 行政区 | 开通日期      | 站台 设计              | 开门 方向 |
| ---------- | -------- | --------------------------- | ------------- | --------------- | ----- | ------ | ------------- | ---------------------- | --------- |
| 国际机场   |          | International Airport       | 0             | 0               | 1号线 | 新市区 | 2025年4月17日 | 地下一岛两侧混合式站台 | 左侧      |
| 国际机场北 |          | North International Airport | 3.89          | 3.89            |       | 新市区 | 2025年4月17日 | 地下岛式站台           | 左侧      |
| 国际机场东 |          | East International Airport  | 5.33          | 1.43            |       | 新市区 | 暂缓开通      | 地下岛式站台           | 不適用    |